# Allan McLeod Cormack
Allan McLeod Cormack (Johannesburg, Sud-àfrica 1924 - Boston, EUA 1998) fou un físic estatunidenc, d'origen sud-africà, guardonat amb el Premi Nobel de Medicina o Fisiologia l'any 1979.

## Biografia
Va néixer el 23 de febrer de 1924 a la ciutat de Johannesburg, capital de la província de Gauteng. Va estudiar enginyeria electrònica i física a la Universitat de Ciutat del Cap, on es graduà el 1944 i amplià estudis en cristal·lografia el 1945. Entre 1947 i 1949 es traslladà a Anglaterra com a estudiant de recerca a la Universitat de Cambridge. El 1956 emigrà als Estats Units per esdevenir professor a la Universitat Tufts de Medford, població situada a l'estat nord-americà de Massachusetts. L'any 1966 aconseguí la nacionalitat nord-americana.
Morí el 7 de maig de 1998 a la ciutat de Boston, a l'estat de Massachusetts, a conseqüència d'un càncer.

## Recerca científica
Especialista en física de partícules va investigar un procediment, denominat tomografia axial computada (TAC), per va permetre detectar la presència de qualsevol tumor al cos humà, eliminant així les confusions que es creen a l'obtenir una placa de raigs X. Els seus treballs permeteren la posterior creació del primer escàner de tomografia axial l'any 1972 en un grup liderat per Godfrey Hounsfield.
L'any 1979 li fou concedit el Premi Nobel de Medicina o Fisiologia, juntament amb Godfrey Hounsfield, pel descobriment i desenvolupament de la Tomografia axial computada.